# Claire Keim

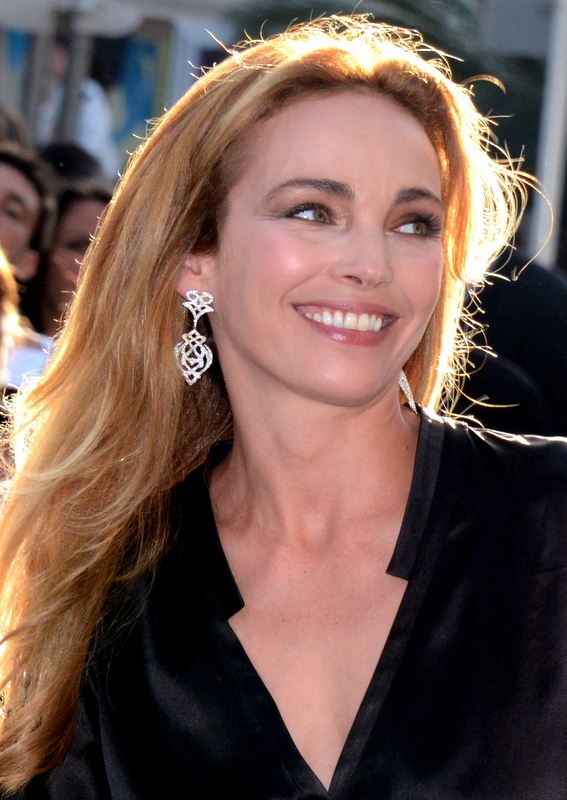
Claire Keim

Claire Keim (* 8. Juli 1975 als Claire Lefebvre in Senlis) ist eine französische Filmschauspielerin und Chanson-Sängerin.

## Leben
Claire Keim wurde ab 1990 am Cours Florent in Paris und ab 1992 bei Dominique Minot ausgebildet. Seit 1994 ist sie Schauspielerin, überwiegend in Fernsehfilmen und Serien. 2002 sang sie ein Duett mit dem Sänger Marc Lavoine. 2011 erschien ein Album von ihr bei Mercury Records. Keim ist seit 2006 mit dem ehemaligen Fußballnationalspieler Bixente Lizarazu liiert. 2008 wurde eine gemeinsame Tochter geboren.

## Filmografie (Auswahl)
- 1994: Les yeux d’Hélène (Fernsehserie, 8 Folgen)
- 1995: Hippolytes Fest (Au petit marguery)
- 1996: Je m'appelle Régine
- 1996: Der grüne Planet – Besuch aus dem All (La belle verte)
- 1996: Oui
- 1996: La dernière fête (Fernsehfilm)
- 1997: Bonjour Antoine (Fernsehfilm)
- 1997: J'irai au paradis car l'enfer est ici
- 1997: Barracuda – Vorsicht Nachbar (Barracuda)
- 1998: Matrimoni
- 1998: Donne in bianco
- 1999: Juliette (Fernsehfilm)
- 2000: Le sens des affaires
- 2000: Der König tanzt (Le Roi danse)
- 2000: The Girl
- 2001: Juliette: Service(s) compris (Fernsehfilm)
- 2001: Ripper – Briefe aus der Hölle (Ripper)
- 2001: Le Roman de Lulu
- 2001: Step by Step
- 2002: Casanova – Ich liebe alle Frauen (Il giovane Casanova, Fernsehfilm)
- 2002: Féroce
- 2002: Le secret de la belle de Mai (Fernsehfilm)
- 2003: En territoire indien
- 2003: Un homme par hasard (Fernsehfilm)
- 2003: Im Visier des Bösen (Entrusted, Fernsehfilm)
- 2004–2006: Zodiaque (Fernsehserie, 10 Folgen)
- 2005: À la poursuite de l'amour (Fernsehfilm)
- 2006: Störtebeker (Fernsehfilm)
- 2007: Caravaggio (Fernsehfilm)
- 2008: La vie à une (Fernsehfilm)
- 2009: Éternelle (Fernsehserie, 6 Folgen)
- 2009: Beauté fatale (Fernsehfilm)
- 2010: Le pigeon (Fernsehfilm)
- 2010–2011: Les Edelweiss (Fernsehserie, 3 Folgen)
- 2011: Dans la peau d'une grande (Fernsehfilm)
- 2011: La nouvelle Blanche-Neige (Fernsehfilm)
- 2012: Nom de code: Rose (Fernsehfilm)
- 2013: Jusqu'au bout du monde (Fernsehfilm)
- 2014: Respire
- 2014: Schlussetappe (La dernière échappée, Fernsehfilm)
- 2016: Arrête ton cinéma!
- 2016: L'Inconnu de Brocéliande (Fernsehfilm)
- 2017: La soif de vivre (Fernsehfilm)
- 2018: Les secrets (Fernsehserie, 3 Folgen)
- 2018: La Garçonnière (Fernsehfilm)
- 2018: Insoupçonnable (Fernsehserie, 10 Folgen)
- 2019–2020: Infidèle (Fernsehserie, 12 Folgen)
- 2021: Harcelés (Fernsehfilm)
- 2021: Le Furet (Fernsehfilm)
- 2022: Menace sur Kermadec (Fernsehfilm)
- 2022–2023: Vise le coeur (Fernsehserie, 7 Folgen)
- 2022: Renaissances (Fernsehserie, 6 Folgen)
- 2023: Maman a disparu (Fernsehfilm)
- 2023: Année Zéro (Fernsehserie, 4 Folgen)
- 2023: Le premier venu (Fernsehfilm)
- 2024: L'Éclipse (Fernsehserie, 6 Folgen)

## Diskografie

### Alben
| Jahr | Titel         | Höchstplatzierung, Gesamtwochen, AuszeichnungChartplatzierungen (Jahr, Titel, Platzierungen, Wochen, Auszeichnungen, Anmerkungen) | Höchstplatzierung, Gesamtwochen, AuszeichnungChartplatzierungen (Jahr, Titel, Platzierungen, Wochen, Auszeichnungen, Anmerkungen) | Höchstplatzierung, Gesamtwochen, AuszeichnungChartplatzierungen (Jahr, Titel, Platzierungen, Wochen, Auszeichnungen, Anmerkungen) | Anmerkungen |
| Jahr | Titel         | FR | CH | BEW | Anmerkungen |
| ---- | ------------- | --- | --- | --- | ----------- |
| 2011 | Où il pleuvra | FR19 (16 Wo.)FR | — | BEW40 (11 Wo.)BEW |             |

### Singles
| Jahr | Titel Album                     | Höchstplatzierung, Gesamtwochen, AuszeichnungChartplatzierungen (Jahr, Titel, Album, Platzierungen, Wochen, Auszeichnungen, Anmerkungen) | Höchstplatzierung, Gesamtwochen, AuszeichnungChartplatzierungen (Jahr, Titel, Album, Platzierungen, Wochen, Auszeichnungen, Anmerkungen) | Höchstplatzierung, Gesamtwochen, AuszeichnungChartplatzierungen (Jahr, Titel, Album, Platzierungen, Wochen, Auszeichnungen, Anmerkungen) | Anmerkungen      |
| Jahr | Titel Album                     | FR | CH | BEW | Anmerkungen      |
| ---- | ------------------------------- | --- | --- | --- | ---------------- |
| 2002 | Je ne veux qu’elle Marc Lavoine | FR9 (23 Wo.)FR | CH34 (15 Wo.)CH | BEW14 (16 Wo.)BEW | mit Marc Lavoine |
| 2011 | Ça dépend Où il pleuvra         | FR81 (2 Wo.)FR | — | — |                  |